# قرار مجلس الأمن التابع للأمم المتحدة رقم 1802
قرار مجلس الأمن التابع للأمم المتحدة رقم 1802، المتخذ بالإجماع في 25 فبراير 2008.

## القرار
مدد مجلس الأمن ولاية بعثة الأمم المتحدة في تيمور الشرقية لمدة عام واحد، حتى 26 شباط / فبراير 2009 ، بالمستويات المأذون بها حاليا، وأدان بأشد العبارات الهجمات على الرئيس ورئيس الوزراء في 11 فبراير باعتباره هجومًا على المؤسسات الشرعية في البلاد.
ودعا المجلس حكومة تيمور الشرقية إلى تقديم المسؤولين عن هجمات 11 شباط / فبراير إلى العدالة، كما دعا الناس إلى التزام الهدوء وضبط النفس والحفاظ على الاستقرار في البلد.
كما دعا المجلس الحكومة، بمساعدة بعثة الأمم المتحدة في تيمور الشرقية، إلى مواصلة العمل على إجراء استعراض شامل لدور قطاع الأمن واحتياجاته في المستقبل. وطلب من البعثة، بالعمل مع الشركاء، تكثيف الجهود للمساعدة في المزيد من التدريب والتوجيه والتطوير المؤسسي وتعزيز قوة الشرطة الوطنية لتيمور الشرقية.
واتخذ المجلس بالإجماع القرار المقدم من أستراليا والبرتغال وجنوب أفريقيا ونيوزيلندا، بعد أن استمع إلى توصيات بشأن البعثة قدمها وكيل الأمين العام لعمليات حفظ السلام جان ماري غينو والممثل الدائم لتيمور الشرقية لدى الأمم المتحدة، نيلسون سانتوس، في 21 فبراير.

## روابط خارجية
- نص القرار في undocs.org